# Saint-Nabord
Saint-Nabord è un comune francese di 4 252 abitanti situato nel dipartimento dei Vosgi nella regione del Grand Est.

## Società

### Evoluzione demografica
Abitanti censiti